# Cerco do Forte St. Jean
O cerco do Forte St. Jean (17 de setembro a 3 de novembro de 1775, também chamado de St. John, St. Johns ou St. John's, francês: Siège du Fort Saint-Jean) foi conduzido pelo Brigadeiro General americano Richard Montgomery na cidade e forte de Saint-Jean, na província britânica de Quebec, durante a Guerra Revolucionária Americana. O cerco durou de 17 de setembro a 3 de novembro de 1775.
Depois de vários falsos começos no início de setembro, o Exército Continental estabeleceu um cerco ao redor do Forte St. Jean. Acossados por doenças, mau tempo e problemas logísticos, estabeleceram baterias de morteiros que conseguiram penetrar no interior do forte, mas os defensores, que estavam bem abastecidos com munições, mas não com alimentos e outros suprimentos, persistiram em sua defesa, acreditando que o cerco seria quebrado pelas forças de Montreal sob o comando do general Guy Carleton. Em 18 de outubro, o vizinho Forte Chambly caiu e, em 30 de outubro, uma tentativa de socorro de Carleton foi frustrada. Quando a notícia disso chegou aos defensores de St. Jean, combinada com uma nova bateria abrindo fogo contra o forte, os defensores do forte capitularam, rendendo-se em 3 de novembro.
A queda do Forte St. Jean abriu caminho para o exército americano marchar sobre Montreal, que caiu sem batalha em 13 de novembro. O General Carleton escapou de Montreal e seguiu para a cidade de Quebec para preparar suas defesas contra um ataque antecipado.